# David Allen Hoffman
David Allen Hoffman (*  21. Juli 1944 in Far Rockaway, Queens, New York) ist ein US-amerikanischer Mathematiker, der sich mit  Differentialgeometrie und speziell Minimalflächen beschäftigt.
Hoffman studierte an der University of Rochester (Bachelor 1966) und an der Stanford University, wo er 1969 seinen Masterabschluss machte und 1971 bei Robert Osserman promoviert wurde (Surfaces in Constant Curvature Manifolds with Parallel Mean Curvature Vector Field). 1972 war er Lecturer an der University of Durham, 1972/73 Assistant Professor an der University of Michigan und ab 1974 Assistant Professor und später Professor an der University of Massachusetts Amherst (UMass). Seit 1994 leitete er das Scientific Graphics Project der UMass und des MSRI. Er war unter anderem Gastprofessor an der Universität Paris VII (1989), am Institut für Reine und Angewandte Mathematik in Rio de Janeiro (1981) und an der Stanford University (1978). Er ist Fellow der American Mathematical Society.
Er befasst sich mit der Geometrie  Immersierter Untermannigfaltigkeiten einschließlich Minimalflächen, Variations-Ungleichungen und Isoperimetrischen Ungleichungen in der Riemannschen Geometrie, Computergraphik-Methoden in der Mathematik und Anwendungen von Variationsmethoden auf die Mikrostruktur zusammengesetzter Polymer-Werkstoffe.
Insbesondere ist er für die Konstruktion neuer (eingebetteter) Minimalflächen ab den 1980er Jahren bekannt. Das Gebiet der Minimalflächen erlebte damals einen Aufschwung nach der überraschenden Entdeckung einer neuen vollständigen, einbettbaren Minimalfläche im dreidimensionalen euklidischen Raum ohne Selbstüberschneidung durch den brasilianischen Mathematiker Celso José da Costa 1982 in dessen Dissertation – vorher dachte man die Ebene, die Katenoide und das Helikoid wären die einzigen Beispiele. Hoffman fand 1984 mit Computerhilfe mit William Meeks III (ebenfalls Professor an der UMass) von Costas Beispiel ausgehend eine ganze Klasse neuer solcher Minimalflächen, wobei sie auch mit dem Programmierer Jim Hoffman (James T. Hoffman) zusammenarbeiteten. Die Fläche hatte unendliches topologisches Geschlecht. Er arbeitete dabei auch mit  Hermann Karcher zusammen, als sie ganze Familien solcher Flächen mit endlichen topologischem Geschlecht fanden, der Beweis für den Fall Genus 1 erfolgte aber erst 2009 durch Hoffman, Matthias Weber und Michael Wolf.
1990 erhielt er den Chauvenet-Preis für The Computer-Aided Discovery of New Embedded Minimal Surfaces.

## Schriften
- Herausgeber Global theory of minimal surfaces, Proc. Clay Math. Institute 2001, American Mathematical Society, Clay Mathematics Institute 2005
- mit M. J. Callahan, Jim Hoffman Computer graphics tools for the study of minimal surfaces, Communications of the ACM, Band 31, 1988, S. 648–661.
- Hoffman, Meeks A complete embedded minimal surface in R3 with Genus 1 and three ends, J. Diff. Geom., Band 21, 1985, S. 109–127.
- mit Hermann Karcher Complete embedded minimal surfaces of finite total curvature, in Robert Osserman (Herausgeber) Geometry V, Encyclopedia of Mathematical Sciences, Band 90, Springer Verlag 1997
- mit M. Weber, M. Wolf:  An embedded genus-one helicoid, Annals of Mathematics, Band 169, 2009, S. 347–448 (und Proc. Nat. Acad. USA, Band 102, 2005, S. 16566–16568)